# Eupolem (arquitecte)
Eupolem（en llatí Eupolemus, en grec antic Εὐπόλεμος "Eupólemos") fou un arquitecte grec nascut a Argos que va construir el gran Hereum (Temple d'Hera) de Micenes, després de la seva destrucció pel foc el 423 aC. L'estructura estava ornamentada amb escultures que representaven les guerres entre els deus i els gegants (Gigantomàquia) i la guerra de Troia. Pausànies fa una descripció completa de les obres d'art relacionades amb aquest temple.